# Jean Muno
Pour les articles homonymes, voir Muno (homonymie).
Robert Burniaux alias Jean Muno, né le 3 janvier 1924 à Molenbeek-Saint-Jean et mort le 6 avril 1988 à Bruxelles, est un écrivain belge, à la fois romancier et nouvelliste, qui fut également enseignant à l'École normale Charles Buls.

## Biographie
Jean Muno est issu de parents écrivains et enseignants. Son père est l'écrivain Constant Burniaux. Le jeune Robert Burniaux grandit dans une sphère littéraire et connut une enfance solitaire et studieuse. Muno a commencé sa carrière comme chroniqueur cinématographique.
Il reçut le Prix Rossel en 1979, pour Histoires singulières
Il fut membre de l'Académie royale de langue et de littérature françaises de Belgique, entre 1981 et 1988.

## Ouvrages

### Romans et récits
- Le Baptême de la ligne ou Le hanneton dans l'encrier, roman, Bruxelles : Éd. des Artistes, G. Houyoux, 1955.
- Saint-Bedon, roman, dans Audace, vol. 22, s.d., (1958).
- L'homme qui s'efface, récit, Bruxelles : Brepols, Coll. « Le cheval insolite », 1963.
- L'Île des pas perdus, roman, Bruxelles : La Renaissance du Livre, 1967.
- Ripple-marks, roman, Bruxelles : Jacques Antoine, 1976.
- Le Joker, roman, Bruxelles : Louis Musin, 1972, rééd. 1980.
- L'Hipparion, roman, Paris : Julliard, 1962, rééd. 1984.
- Histoire exécrable d'un héros brabançon, roman :

1. Bruxelles : Jacques Antoine, 1982
2. Bruxelles : Les Éperonniers, 1986, (rééd.)
3. Bruxelles : Labor, 1998 (rééd.), collection "Espace Nord", avec une lecture de Jean-Marie Klinkenberg.

- Jeu de rôles, roman, Lausanne : L'Âge d'homme, 1988.

### Contes et nouvelles
- La Brèche, nouvelles, Paris : Librairie Saint-Germain-des-Prés, Coll. « Nouvelles de poètes », 1973.
- Histoires singulières, Bruxelles : Jacques Antoine (éditeur), 1979.
  - Histoires singulières, Communauté française de Belgique, 2014  (ISBN 978-2-930646-92-3)
- Douze contes, dans Bruxelles vue par les peintres naïfs, Bruxelles : Laconti, 1979 ; repris sous le titre de Contes naïfs, Bruxelles : Cyclope-dem, 1980.
- Les Petits Pingouins, conte de Noël, Bruxelles, Le Cri, Coll. « Aube », 1981.
- Entre les lignes, contes, dessins de Royer, préface de Jacques De Decker, Bruxelles, Paul Legrain, 1983.
- Compte à rebours, conte, Bruxelles : Les libraires momentanément réunis, livraison 1, 1983.
- Histoires griffues, nouvelles, Lausanne : L'Âge d'homme, 1985.